# Dziwny przypadek psa nocną porą
Dziwny przypadek psa nocną porą (oryginalny tytuł: The Curious Incident of the Dog in the Night-time, ISBN 0-09-945025-9) – powieść Marka Haddona, która wygrała w 2003 roku nagrodę Whitbread Book of the Year.
Bohaterem książki jest Christopher Boone – piętnastoletni autystyczny chłopiec, żyjący w Swindon, w Wielkiej Brytanii. Ma niesamowite zdolności matematyczne oraz fotograficzną pamięć, jednak żyje we własnym świecie i stara się unikać ludzi.

## Tytuł
Tytuł powieści jest nawiązaniem do uwagi Sherlocka Holmesa, którą detektyw wygłasza w opowiadaniu Srebrny Płomień (ang. Silver Blaze).

## Fabuła
Pewnej nocy Christopher Boone znajduje zamordowanego psa sąsiadki i postanawia rozwikłać zagadkę jego śmierci. Parę minut później przyjeżdża policja i zaczyna wypytywać go o okoliczności śmierci psa. W czasie zadawania pytań policjant łapie chłopca, który broni się przed kontaktem fizycznym uderzając go (niechęć przed kontaktem fizycznym to jeden z syndromów zespołu Aspergera). W wyniku tego zostaje aresztowany i zabrany na komisariat. Parę godzin później na komisariat przyjeżdża jego ojciec i po wyjaśnieniu sprawy chłopiec wraca do domu. W dalszej części książki poznajemy sposób postrzegania świata przez autystycznego chłopca oraz towarzyszymy mu w różnych przygodach.